# Elite One 2007
L'Elite One 2007 è stata il 47º campionato camerunese di calcio. Cominciata il 17 febbraio, è terminata il 14 ottobre. La vittoria finale andò al Cotonsport Garoua che vinse il suo ottavo titolo, il quinto consecutivo.

## Classifica finale
|  |     | Classifica finale 2007       | Punti | G  | V  | N  | P  | GF | GS | DR  |
|  | --- | ---------------------------- | ----- | -- | -- | -- | -- | -- | -- | --- |
|  | 1.  | Cotonsport Garoua            | 75    | 34 | 22 | 9  | 3  | 55 | 11 | +44 |
|  | 2.  | Union Douala                 | 70    | 34 | 20 | 10 | 4  | 50 | 23 | +27 |
|  | 3.  | Mount Cameroun               | 66    | 34 | 19 | 9  | 6  | 47 | 23 | +24 |
|  | 4.  | Fovu Baham                   | 54    | 34 | 15 | 9  | 10 | 33 | 24 | +9  |
|  | 5.  | Canon Yaoundé                | 54    | 34 | 16 | 6  | 12 | 37 | 26 | +11 |
|  | 6.  | Les Astres Douala            | 51    | 34 | 12 | 15 | 7  | 42 | 34 | +8  |
|  | 7.  | Aigle Royal de la Menoua     | 49    | 34 | 11 | 16 | 7  | 29 | 27 | +2  |
|  | 8.  | FC Inter Lion Ngoma          | 47    | 34 | 12 | 11 | 11 | 26 | 32 | -6  |
|  | 9.  | Tonnerre Yaoundé             | 47    | 34 | 11 | 14 | 9  | 28 | 24 | +4  |
|  | 10. | Université Ngaoundéré        | 46    | 34 | 13 | 7  | 14 | 40 | 35 | +5  |
|  | 11. | Foudre Sportive d'Akonolinga | 42    | 34 | 11 | 9  | 14 | 32 | 37 | -5  |
|  | 12. | Espérance Guider             | 42    | 34 | 11 | 9  | 14 | 23 | 31 | -8  |
|  | 13. | Sable Batié                  | 39    | 34 | 12 | 6  | 16 | 31 | 37 | -6  |
|  | 14. | Cetef Bonabéri               | 36    | 34 | 9  | 9  | 16 | 35 | 43 | -8  |
|  | 15. | Sahel FC                     | 31    | 34 | 6  | 13 | 15 | 24 | 43 | -19 |
|  | 16. | Fédéral Sporting FC du Noun  | 23    | 34 | 6  | 8  | 20 | 26 | 50 | -24 |
|  | 17. | CPS de Bertoua               | 7     | 34 | 0  | 10 | 24 | 17 | 67 | -50 |
|  | 18. | Bamboutos Mbouda             | 42    | 34 | 12 | 6  | 16 | 31 | 39 | -8  |

### Verdetti
- Cotonsport Garoua campione del Camerun 2007 e qualificato in Champions League 2008.
- Union Douala qualificata in Champions League 2008.
- Mount Cameroun e Les Astres Douala (in quanto finalista della Coppa del Camerun) qualificate in Coppa della Confederazione CAF 2008.
- Cetef Bonabéri, Sahel FC, Fédéral Sporting FC du Noun e CPS de Bertoua  retrocesse in Seconda Divisione camerunese 2007-2008. Bamboutos Mbouda retrocesso in terza divisione.